# Niemieckie Towarzystwo Ratowania Życia

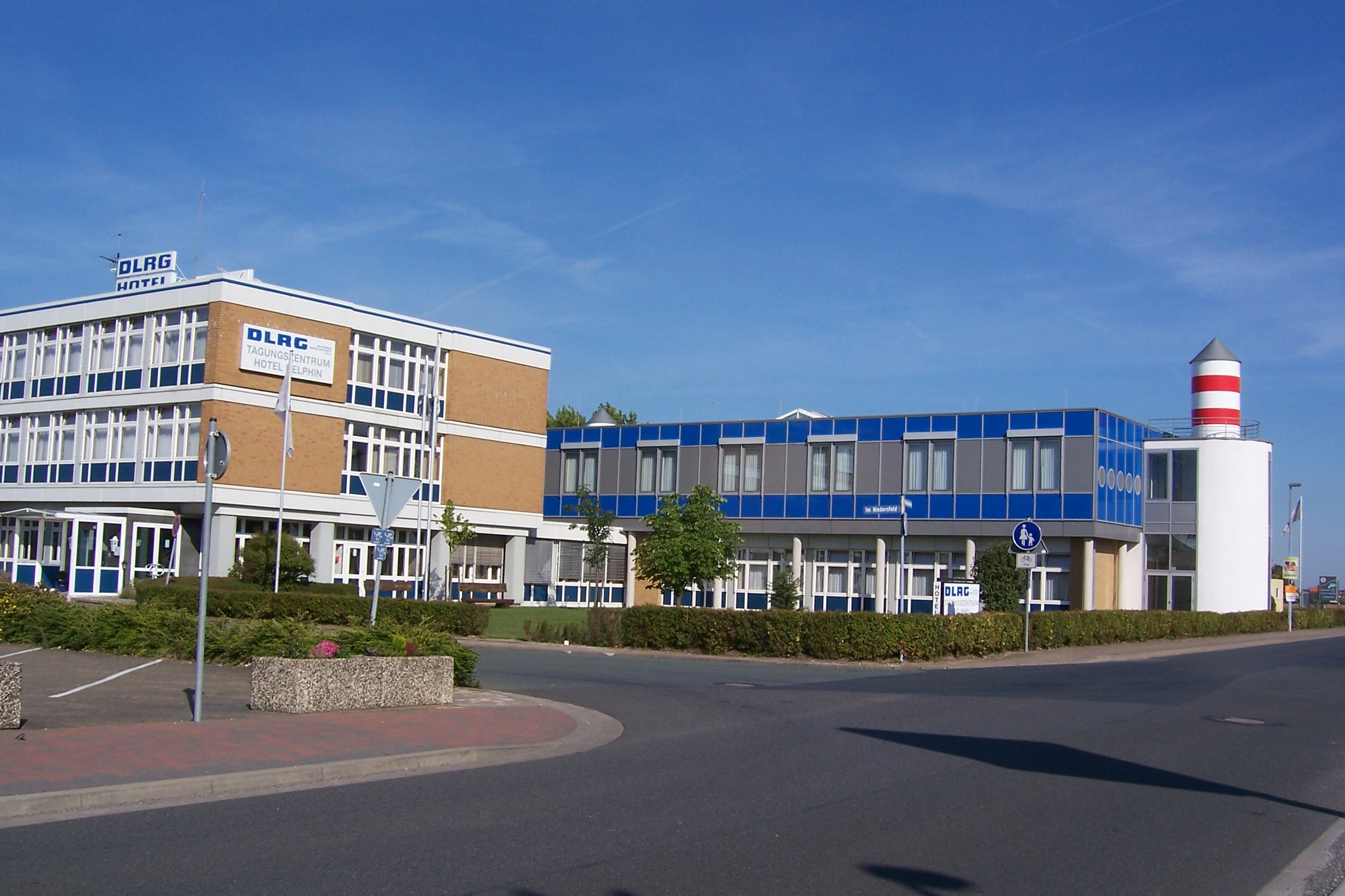
Główna siedziba DLRG w Bad Nenndorf (po prawej) oraz część konferencyjno-hotelowa Delphin (po lewej)

'Niemieckie Towarzystwo Ratowania Życia (niem. Deutsche Lebens-Rettungs-Gesellschaft e. V., w skrócie DLRG)' – niemiecka społeczna organizacja ratownictwa wodnego. Działa głównie na zasadzie wolontariatu, to jest na społecznym (nieodpłatnym) zaangażowaniu członków stowarzyszenia. Posiadając ponad 550 000 członków (stan 2016) skupionych w ponad 2000 lokalnych jednostkach jest najliczniejszą, opartą na wolontariacie, organizacją ratownictwa wodnego na świecie. Wpisana jest do rejestru stowarzyszeń w dzielnicy Berlina Charlottenburg; jednak centralna siedziba organizacji znajduje się w Bad Nenndorf w Dolnej Saksonii.
DLRG została założona 19 października 1913 roku w Lipsku. Bezpośrednią przyczyną był tragiczne zdarzenie w Binz na Rugii, gdy wskutek załamania się pomostu utonęło 16 osób, w tym 7 dzieci. Dlatego też głównym celem DLRG jest chronienie ludzi przed śmiercią przez utonięcie. Realizowane jest to głównie poprzez:
- naukę pływania,
- edukację,
- pełnienie służb i dyżurów ratowniczych[2].

Ratownicy DLRG strzegą każdego roku ludzi wypoczywających na wybrzeżach Morza Północnego i Bałtyckiego oraz w kąpieliskach wód wewnętrznych, a także na basenach otwartych i krytych pływalniach; ponadto zabezpieczają różnego rodzaju imprezy odbywające się przy i na wodzie. Organizacja DLRG wchodzi ponadto w skład systemu zarządzania kryzysowego wszystkich niemieckich krajów związkowych.
Logo DLRG przedstawia orła wpatrującego się w wodę oraz zawiera skrót organizacji DLRG i jest zastrzeżonym znakiem organizacji.
Zwierzchnikiem organizacji jest prezydent federalny Niemiec.

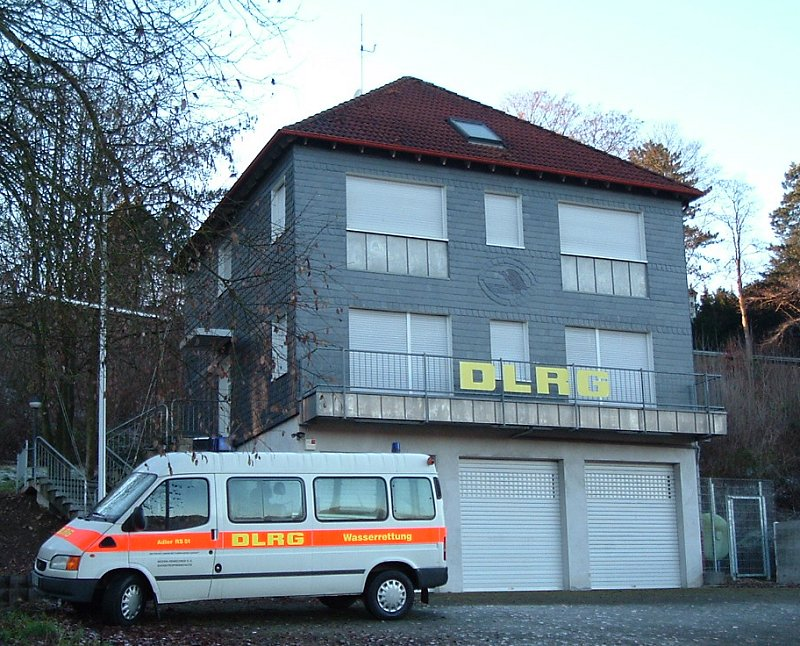
Siedziba DLRG oraz oznakowany samochód w Remscheid

## Cele i zadania

### Główne zadania
Organizacja DLRG rozgranicza zakres swojej działalności na cele i zadania na główne oraz dodatkowe. Jej głównym zadaniem jest ratowanie ludzi przed utonięciem. Kolejnym kluczowym zadaniem jest praktyczna organizacja i przeprowadzenie ratownictwa wodnego w kąpieliskach. W tym celu DLRG kształci i szkoli ratowników wodnych. Częścią działań edukacyjnych jest również szkolenie i podnoszenie kwalifikacji instruktorów ratownictwa wodnego (Ausbilder).

### Zadania dodatkowe
Do dodatkowych zadań DLRG należy profesjonalne przygotowanie osób w zakresie udzielania pierwszej pomocy i wiedzy z zakresu ratownictwa. Należy tu przeprowadzenie ćwiczeń ratowniczych i sportowych i organizowanie zawodów, a także szkolenie i podnoszenie kwalifikacji wolontariuszy (ratowników). DLRG przeprowadza również testowanie wyposażenia urządzeń ratowniczych, a także badania naukowe w zakresie ratownictwa wodnego oraz współpracuje z krajowymi i zagranicznymi instytucjami i organizacjami.

## Historia

### Od powstania do II wojny światowej

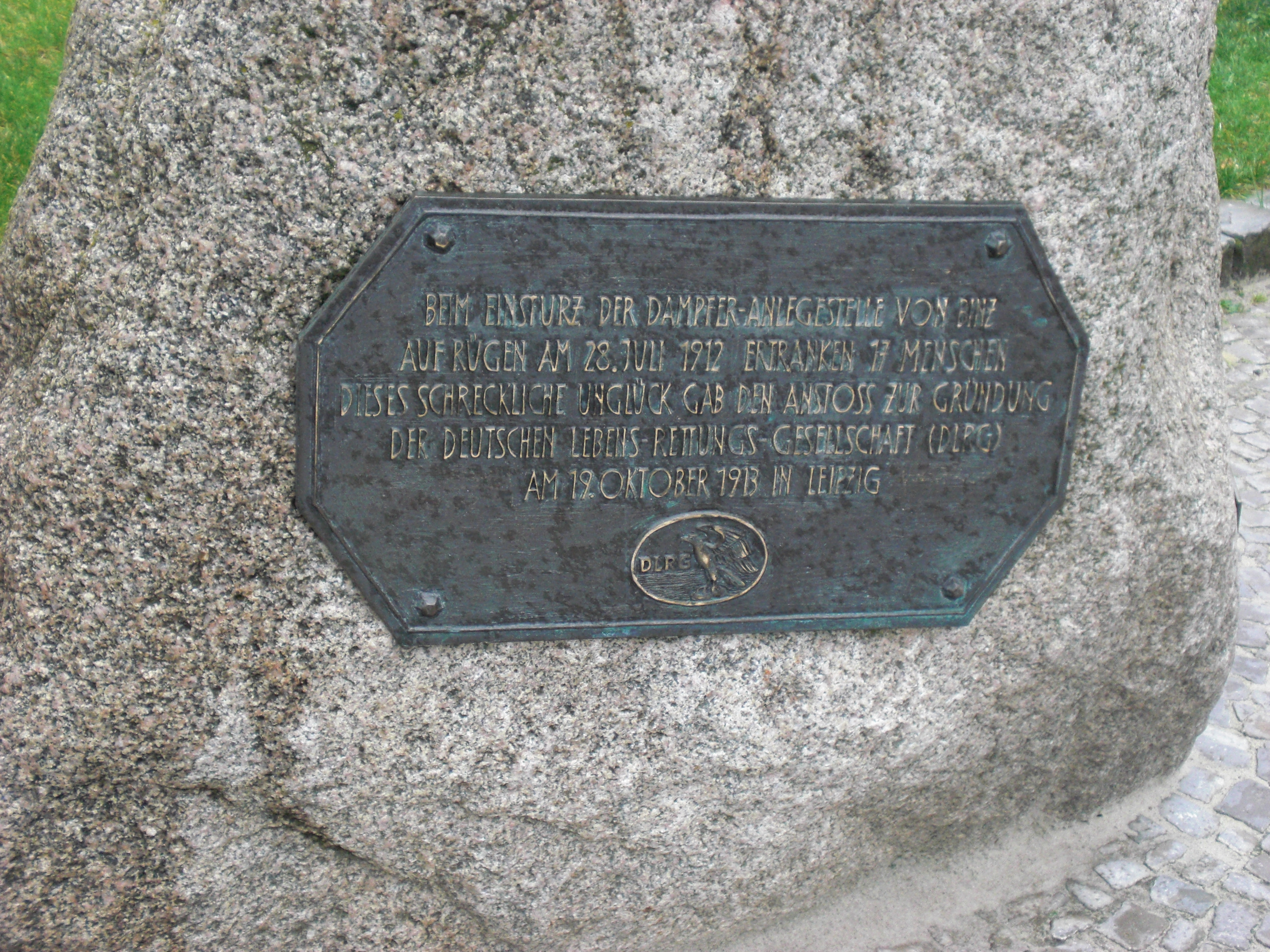
Tablica upamiętniająca tragedię w Binzu

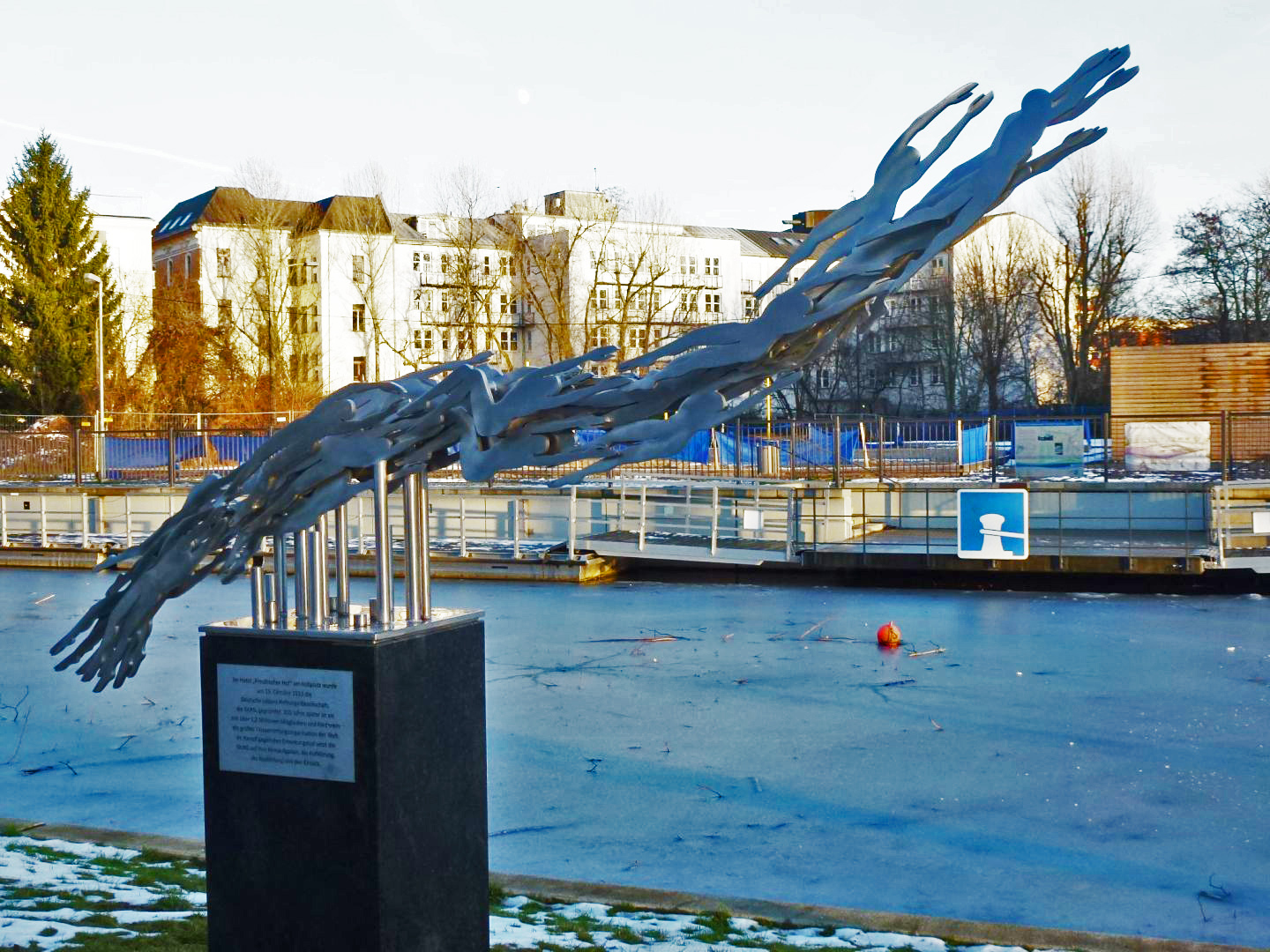
Pomnik Fala – 100 lat DLRG Rainera Henze w porcie miejskim w Lipsku

Założona została 19 października 1913 roku w sali kupieckiej organizacji w Lipsku. Bezpośrednią przyczyną było tragiczne zdarzenia z 28 lipca 1912 roku w miejscowości Binz na Rugii, kiedy to ponad 1000 osób zgromadziło się na 560-metrowym molo w oczekiwaniu na parowiec Książę Wilhelm. Pomost nie wytrzymał takiego ciężaru i ostatnie jego przęsło zarwało się. Ponad 100 osób wpadło do morza. 16 osób, w tym dwoje dzieci, nie udało się uratować. Żołnierz Richard Römer, który uratował z tej katastrofy 12 ludzi, uważany jest za „ojca DLRG”.

## Struktura i finansowanie

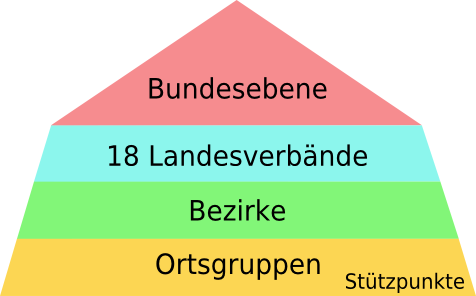
Struktura DLRG

W skład struktur organizacji na poziomie państwa (Bundesebene, poziom najwyższy) wchodzi 18 stowarzyszeń krajów związkowych (Landesebene, w przybliżeniu poziom województwa). Takie organizacje składają się z powiatowych jednostek organizacyjnych (Bezirke), w skład których wchodzą organizacje miejscowe, które mogą zawierać kilka punktów (Stützpunkte). Federalne biuro organizacji znajduje się w Bad Nenndorf w Dolnej Saksonii.
W 2015 roku DLRG liczyło 549 502 członków. Wśród nich było 26 179 (4,77%) dzieci w wieku do 6 lat, 190 316 (34,63%) dzieci w wieku od 7 lat do 14 lat, 60 086 (10,9%) stanowiła młodzież w wieku od 15 do 18 lat, 59 605 (10,85%) byli to dorośli w wieku od 19 do 26 lat, 62 619 (11,40%) dorośli w wieku od 27 do 40 lat, 105 996 (19,29%) dorośli w wieku od 41 do 60 lat, 43 638 (7,94%) osoby powyżej 60 lat i 1 063 (0,19%) stanowiły firmy i inne organizacje oraz urzędnicy.

### Finansowanie
Stowarzyszenie DLRG jest finansowane w 13 procentach ze składek członkowskich i w około 6 procentach z dochodów uzyskiwanych z działalności gospodarczej. Należą do nich na przykład sprzedaż sprzętu ratowniczego i materiałów dydaktycznych. Udział darowizn w dochodach stanowi 65 procent. 4 proc. stanowią dotacje z fundacji charytatywnych i środków publicznych oraz inne dochody. Łączne przychody w 2015 roku wyniosły około 17,5 mln euro. Z tych dochodów finansowało DLRG spotkania, szkolenia i podnoszenie kwalifikacji (około 10 procent). Ratownicy i instruktorzy pracują na zasadzie wolontariatu i otrzymują jedynie zwrot poniesionych kosztów.

## DLRG a organizacje ratownicze w Polsce
Pomiędzy organizacją ratownictwa wodnego w Polsce i w Niemczech, pomimo zbieżnych zasadniczych celów, występuje kilka istotnych różnic.
W Niemczech istnieje jednolita organizacja Niemieckie Towarzystwo Ratowania Życia, podobnie jak w Polsce do 2012 roku istniała tylko jedna wyróżniona organizacja Wodne Ochotnicze Pogotowie Ratunkowe. Po deregulacji ustawą w 2011 roku WOPR utraciło swoją uprzywilejowaną pozycję w ratownictwie (należąc do tej pory – wraz z GOPR i TOPR – do trzech wyróżnionych specjalistycznych organizacji ratowniczych). Doprowadziło to do gwałtownego wzrostu liczby organizacji ratowniczych, których zostało zarejestrowanych ponad 100 (115 w ratownictwie wodnym – stan na 2017 rok). Ponadto szerszy jest również zakres działalności niemieckiej organizacji DLRG, obejmujący oprócz ratownictwa wodnego również np. zwalczanie skutków klęsk żywiołowych. DLRG wchodzi w skład systemu zarządzania kryzysowego i bierze udział w akcjach ratowniczych, np. w przypadku wystąpienia powodzi.